# Squadra argentina di Fed Cup
La squadra argentina di Fed Cup rappresenta l'Argentina nella Fed Cup, ed è posta sotto l'egida della Asociación Argentina de Tenis.
La squadra partecipa alla competizione dal 1964, ed è attualmente inclusa nel gruppo I della zona Americana (il terzo livello di competizione della Fed Cup). Nel 2011 viene retrocessa al gruppo I, il terzo livello della Fed Cup.

## Risultati
| = Incontro del Gruppo Mondiale |

### 2010-2019
| Anno | Turno                       | Data          | Sede               | Avversario    | Punteggio | Esito     |
| ---- | --------------------------- | ------------- | ------------------ | ------------- | --------- | --------- |
| 2010 | Gruppo Mondiale II          | 6-7 febbraio  | Tallinn (EST)      | Estonia       | 1 – 4     | Sconfitta |
| 2010 | Spareggi Gruppo Mondiale II | 24-25 aprile  | Montréal (CAN)     | Canada        | 0 – 5     | Sconfitta |
| 2011 | Gruppo I, Fase a gironi     | 2 febbraio    | Buenos Aires (ARG) | Bolivia       | 3 – 0     | Vittoria  |
| 2011 | Gruppo I, Fase a gironi     | 3 febbraio    | Buenos Aires (ARG) | Paraguay      | 1 – 2     | Sconfitta |
| 2011 | Gruppo I, Fase a gironi     | 4 febbraio    | Buenos Aires (ARG) | Perù          | 3 – 0     | Vittoria  |
| 2011 | Gruppo I, Playoff           | 5 febbraio    | Buenos Aires (ARG) | Colombia      | 3 – 0     | Vittoria  |
| 2011 | Spareggi Gruppo Mondiale II | 16-17 luglio  | Miki, Hyogo (JPN)  | Giappone      | 0 – 4     | Sconfitta |
| 2012 | Gruppo I, Fase a gironi     | 1º febbraio   | Curitiba (BRA)     | Bahamas       | 3 – 0     | Vittoria  |
| 2012 | Gruppo I, Fase a gironi     | 2 febbraio    | Curitiba (BRA)     | Canada        | 3 – 0     | Vittoria  |
| 2012 | Gruppo I, Fase a gironi     | 3 febbraio    | Curitiba (BRA)     | Perù          | 3 – 0     | Vittoria  |
| 2012 | Gruppo I, Playoff           | 4 febbraio    | Curitiba (BRA)     | Colombia      | 2 – 0     | Vittoria  |
| 2012 | Spareggi Gruppo Mondiale II | 21-22 aprile  | Buenos Aires (ARG) | Cina          | 3 – 0     | Vittoria  |
| 2013 | Gruppo Mondiale II          | 9-10 febbraio | Buenos Aires (ARG) | Svezia        | 2 – 3     | Sconfitta |
| 2013 | Spareggi Gruppo Mondiale II | 20-21 aprile  | Buenos Aires (ARG) | Gran Bretagna | 3 – 1     | Vittoria  |
| 2014 | Gruppo Mondiale II          | 8-9 febbraio  | Buenos Aires (ARG) | Giappone      | 3 – 1     | Vittoria  |
| 2014 | Spareggi Gruppo Mondiale    | 19-20 aprile  | Soči (RUS)         | Russia        | 0 – 4     | Sconfitta |
| 2015 | Gruppo Mondiale II          | 7-8 febbraio  | Buenos Aires (ARG) | Stati Uniti   | 1 – 4     | Sconfitta |
| 2015 | Spareggi Gruppo Mondiale II | 18-19 aprile  | Buenos Aires (ARG) | Spagna        | 0 – 4     | Sconfitta |